# Boczków
Boczków – wieś w Polsce położona w województwie wielkopolskim, w powiecie ostrowskim, w gminie Nowe Skalmierzyce, na Wysoczyźnie Kaliskiej, w Kaliskiem, przy zachodniej granicy Kalisza: Szczypiorno, sołectwo Dobrzec, ok. 2 km od Nowych Skalmierzyc.
W okolicach wsi Boczków wypływa struga Lipówka.

## Przynależność administracyjna
| Boczków   | Boczków                   | Boczków                   | Boczków                   |
| Okres     | Jednostka administracyjna | Jednostka administracyjna | Jednostka administracyjna |
| --------- | ------------------------- | ------------------------- | ------------------------- |
| 1975–1998 | województwo kaliskie      | –                         | gmina Nowe Skalmierzyce   |
| 1999–     | województwo wielkopolskie | powiat ostrowski          | gmina Nowe Skalmierzyce   |

- pod koniec XIX wieku (1880 rok), Boczków przynależał administracyjnie do powiatu odolanowskiego[4].

## Historia
Nazwa dzierżawcza wsi pochodzi od nazwiska Boczek.
W źródłach od 1403 roku (wymieniany jako Boczkowo), kiedy to biskup poznański Wojciech Jastrzębiec, przekazał dziesięcinę z Boczkowa dla misjonarzy.
W 1579 roku wieś była w posiadaniu Macieja Podkockiego, Grzegorza Kurowskiego oraz Barbary i Marcina Szczypierskich.
Według Słownika geograficznego Królestwa Polskiego z 1880 roku w Boczkowie było 10 domów i 78 mieszkańców a posiadłość liczyła 10 domów i 135 mieszkańców. W styczniu 1884 roku na granicy pruskiego Boczkowa i Kalisza (Królestwo Polskie), udaremniono przemyt literatury socjalistycznej, działaczy „Wielkiego Proletariatu”.

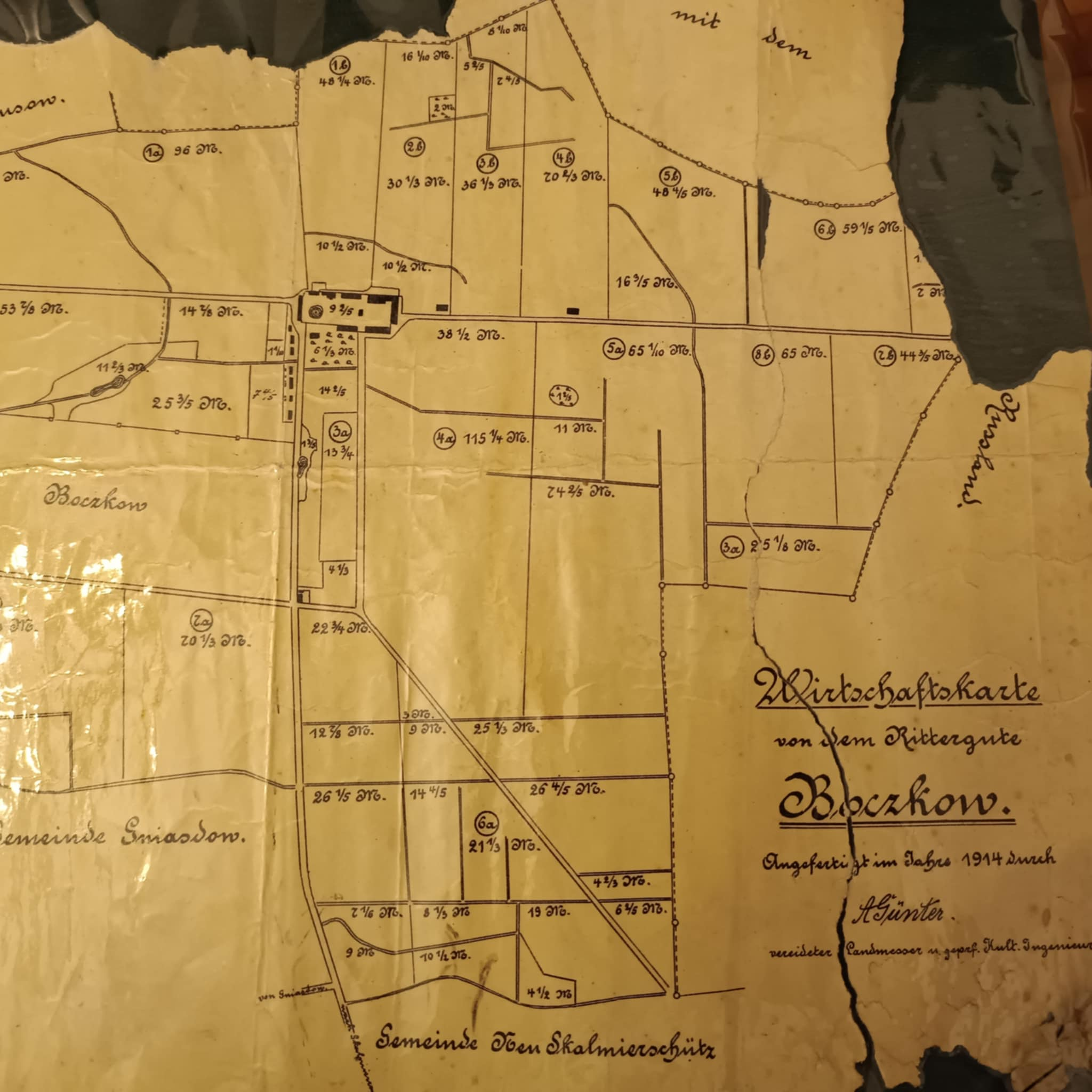
Mapa wsi z roku 1914, autor: A. Gütner

27 grudnia 1918 roku w rejonie Boczkowa, został zastrzelony przez niemiecką straż graniczną – pierwszy powstaniec wielkopolski Jan Mertka, żołnierz I Batalionu Pogranicznego Poznańskiego stacjonującego w pobliskim Szczypiornie. W odpowiedzi polscy żołnierze zajęli wieś, która stała się pierwszą w całości wyzwoloną miejscowością Wielkopolski. W 1982 roku w Boczkowie odsłonięto pomnik upamiętniający powstańca Mertkę.
W miejscowości funkcjonuje Ochotnicza Straż Pożarna (OSP Boczków), założona w 1935 roku.

## Zabytki
- dwór z końca XIX wieku (ruiny)[11].
- park założony w XX wieku o powierzchni 1,7 ha[12].